# Jacques Teugels
Jacques Teugels, né le 3 août 1946 à Ixelles (Bruxelles) en Belgique et mort le 28 septembre 2024 à Schepdael en Belgique, est un footballeur international belge qui joue au poste d'attaquant.

## Biographie
Jacques Teugels a la particularité d'avoir évolué comme attaquant dans les trois plus prestigieux clubs bruxellois. En 1967, il remporte le Tournoi de Toulon avec le RSC Anderlecht. Par la même occasion, il est nommé meilleur joueur du tournoi. Il est champion de Belgique en 1968 avec le RSC Anderlecht. Puis, il passe trois saisons à l'Union Saint-Gilloise où il devient international en 1970. Il rejoint le  Racing White en 1971 qui fusionne avec le Daring Club de Molenbeek pour donner naissance au RWDM en 1973. Il est champion de Belgique en 1975 avec ce nouveau club.
Il est membre des Diables rouges de 1970 à 1976 et a été présélectionné aux Championnats d'Europe en 1972.
Il meurt le 28 septembre 2024,.

## Palmarès
- International de 1970 à 1976 (13 sélections et 1 but marqué)
- Vainqueur du Tournoi de Toulon avec le RSC Anderlecht
- Champion de Belgique en 1968 avec le RSC Anderlecht
- Champion de Belgique en 1975 avec le RWD Molenbeek

## Divers
Surnommé «Dynamite Jack», Teugels a marqué les buts les plus importants de l’histoire du RWDM, notamment le but victorieux contre Anderlecht en 1975 et, face à Feyenoord, le penalty qui propulse le club en demi-finales de la coupe UEFA en 1977. Son autre surnom, « Jacques Tuborg », témoigne de sa réputation de fêtard.
Jacques Teugels apparaît au cinéma, dans un rôle de légende du football, dans le film belge Le monde nous appartient de Stephan Streker.